# Lingua utu
Utu è un linguaggio Mabuso parlato nella provincia di Madang della Papua Nuova Guinea.